# Iosif Szykin
Iosif Wasiljewicz Szykin (ros. Ио́сиф Васи́льевич Ши́кин, ur. 26 sierpnia?/8 września 1906 we wsi Łuczowo w guberni włodzimierskiej, zm. 30 lipca 1973 w Moskwie) – radziecki dowódca wojskowy, generał pułkownik, działacz partyjny i dyplomata.

## Życiorys
Od 1927 członek WKP(b). 
W 1931 ukończył Akademię Wychowania Społecznego im. N. Krupskiej, pracował w fabryce samochodów w Gorkim i był tam sekretarzem rejonowego komitetu WKP(b). 
Od 1939 żołnierz Armii Czerwonej, ukończył kursy wyższych kadr politycznych Armii Czerwonej, od listopada 1939 do sierpnia 1940 szef Wydziału Politycznego Akademii Wojskowo-Elektrotechnicznej Armii Czerwonej, od sierpnia 1940 do 1941 zastępca szefa Zarządu Propagandy Politycznej Leningradzkiego Okręgu Wojskowego. 
Od 1941 członek Rady Wojennej Frontu Północnego, szef Zarządu Politycznego Frontu Leningradzkiego, do 1942 szef Zarządu Politycznego Frontu Wołchowskiego, od lipca 1942 do 1945 zastępca szefa Głównego Zarządu Politycznego Armii Czerwonej, 6 grudnia 1942 mianowany generałem majorem, a 7 lutego 1944 generałem porucznikiem. 
Od 2 sierpnia do 20 grudnia 1945 członek Rady Wojskowej Głównego Dowództwa Wojsk Radzieckich na Dalekim Wschodzie, 8 września 1945 awansowany na generała pułkownika, od grudnia 1945 do lutego 1949 szef Głównego Zarządu Politycznego Armii Czerwonej/Armii Radzieckiej, od lutego 1949 do marca 1950 komendant Wojskowej Akademii Politycznej im. W.I. Lenina. Następnie był funkcjonariuszem partyjnym, od marca 1950 inspektorem KC WKP(b), później zastępcą kierownika Wydziału Organów Partyjnych KC KPZR ds. republik związkowych, do listopada 1960 I zastępcą kierownika tego wydziału, od 25 lutego 1956 do śmierci członkiem Centralnej Komisji Rewizyjnej KPZR. 
Od 24 listopada 1960 do 21 stycznia 1963 ambasador nadzwyczajny i pełnomocny ZSRR w Albanii, faktycznie wrócił z placówki do ZSRR już 27 września 1961 i od 1962 do grudnia 1965 był I zastępcą przewodniczącego Komitetu Kontroli Partyjno-Państwowej KC KPZR i Rady Ministrów ZSRR, a od grudnia 1965 do śmierci I zastępcą przewodniczącego Komitetu Kontroli Ludowej ZSRR. Deputowany do Rady Najwyższej ZSRR 2 kadencji.

## Odznaczenia
- Order Lenina (dwukrotnie)
- Order Rewolucji Październikowej
- Order Czerwonego Sztandaru (dwukrotnie)
- Order Suworowa I klasy
- Order Czerwonego Sztandaru Pracy
- Order Czerwonej Gwiazdy

I medale.